# Hjalmar Mellander
Hjalmar Stefanus Mellander, född 14 december 1880 i Årstads församling, Hallands län, död 3 oktober 1919 på Isle of Man (folkbokförd i Liverpool), var en svensk friidrottare (femkamp, längdhopp, spjutkastning, 400-800 meter).
Mellander bosatte sig 1902 i Liverpool, men tävlade ofta i Norden. Vid Extra-OS 1906 i Aten i Grekland tog han guld i grenen antik femkamp. Han tävlade för IFK Halmstad och utsågs 1924 retroaktivt till Stor grabb nummer 5 i friidrott. Mellander hade det svenska rekordet i längdhopp åren 1904 till 1907 (och var den förste officielle innehavaren därav). Han vann två SM-tecken 1904, i längd och på 400 meter.
Civilt arbetade Mellander som sjukgymnast. Han avled i spanska sjukan.

## Idrottskarriär
- 1904 vann Mellander SM i längdhopp (6,21 m) samt på 400 meter (55,4 s). Den 1 oktober förbättrade han även Frans Frises inofficiella svenska rekord i längdhopp, från 6,26 till 6,42 m.
- 1905 deltog han i längdhopp vid de engelska mästerskapen, där han kom trea, på 6,60 m. Samma år sprang han 880 yards på 2.06 minuter samt nådde 2.43,2 på 1000 meter - dessa resultat godkändes av okänd anledning inte till svenskt rekord.
- 1906 deltog Mellander vid extra-OS i Athen. Där tog han guld i femkamp, antik stil (platssiffra 24), kom på fjärdeplats i längdhopp (6,585 m) och i spjutkastning (44,30 m) samt blev utslagen i försöken på 800 meter.
- 1907 godkändes Mellanders rekord från 1904 som det första officiella svenska rekordet i längdhopp. Han förlorade dock rekordet senare 1907 då Sven Låftman förbättrade det med 17 cm.